# Rule of Rose
Rule of Rose (ルールオブローズ, Rūru obu Rōzu) é um jogo eletrônico de survival horror e terror psicológico para o PlayStation 2. O jogo foi desenvolvido pela Punchline e lançado em 19 de janeiro de 2006.
A trama se passa em 1930, na Inglaterra, com uma garota de 19 anos de nome Jennifer, que fica encurralada em um mundo governado por garotinhas que estabeleceram uma classe hierárquica chamada Red Crayon Aristocrats. O jogo tem sido comparado com outras série de survival horror como Silent Hill e Haunting Ground, jogo que tem muita influência nessa "quinta sequência espiritual" e devido ao seu horror psicológico usado durante o percurso do jogo e que a personagem principal é acompanhada por um parceiro canino.
Rule of Rose obteve resenhas mistas de muitas publicações sobre o seu lançamento. O jogo foi também sujeito a um montante moderado de controvérsia devido ao seu uso de violência e sexualidade entre alguns dos seus personagens menores de idade, femininos.

## Jogabilidade
O jogador explora o ambiente do jogo procurando itens de cura, desenrolando a trama ao realizar tarefas e experienciando cinemáticas esporadicamente encontrando inimigos e chefes. Cedo no jogo, os encontros de jogador encontra e resgata o cachorro de estimação de Jennifer, um Labrador Retriever chamado Brown. Brown acompanha Jennifer em todas as partes do jogo e responderá às ordens do jogador. Brown pode ser ordenado a farejar itens, ser ordenado para "ficar" (stay) e ser chamado ao lado de Jennifer. Brown não pode atacar inimigos, mas rosnará, distraindo alguns imps e chefes, permitindo a Jennifer retirar-se ou disferir alguns socos sem medo de ser atacada. Ele pode ser ferido ao ponto do colapso, contudo, causando-o a deixar de distrair inimigos ou farejar pista de algum item.
A capacidade de Brown localizar itens é uma parte integrante do jogo, usado em cada capítulo de Rule of Rose para progredir ainda mais. O mesmo sistema permite que o jogador encontre itens de cura e outros itens que, enquanto não essenciais para concluir o jogo, podem ajudar o jogador. Os jogadores selecionam um item do inventário para Brown localizar, que então é conectado à ordem "encontrar" (find) até não ser trocado ou retirado. Cada item selecionado desta forma pode ser usado para buscar pelo menos um tipo de item. Seguindo a pista de itens desta forma, Brown levará o jogador pelos ambientes do jogo, arranhando portas no seu caminho para o jogador abri-la.
A maior parte dos itens restauradores de saúde e trocáveis são ocultas e podem ser descobertas por Brown, embora o jogador possa decidir evitar procurar esses itens para progredir rapidamente. Os itens restauradores são lanches, bala e chocolate. Os tipos diferentes curam montantes variados de saúde. Os ossos e outros itens podem ser usados para restaurar a saúde de Brown se ele ficar prejudicado. Outros itens como bolinhas de gude e fitas não têm nenhum uso imediato, mas podem ser trocados com os Aristocrats para obter itens raros, alimentares e armas.
O combate é quase exclusivamente mano a mano, com várias armas improvisadas disponíveis, como facas de cozinha e canos. Jennifer é uma personagem tímida,  os seus ataques mano a mano não são nem poderosos nem de longo alcance. Evadir do inimigos muitas vezes é usado em vez da luta. Com a exceção de boa parte dos chefes, todos os inimigos no jogo são imps - criaturas muito magras, parecidas com boneco e o tamanho de crianças. Imps diferentes com a cabeça de animal aparecem em todas as partes do jogo, ao lado dos imps regulares.

## Trama
Os jogadores controlam Jennifer, uma jovem que é levada uma mansão abandonada por um menino. Depois de experimentar um evento traumático, ela desperta-se em um dirigível praticamente abandonado que é governado por um grupo crianças cruéis conhecidas como os Red Crayon Aristocrats (Aristocratas do Giz de Cera Vermelho). Sob ameaça de morte, Jennifer deve apaziguar os Aristocratas encontrando um presente para eles cada mês. Fazendo assim, ela deve juntar as pistas e se lembrar de seu passado que evitará que ela entre em apuros. Cada capítulo do jogo é introduzido com um livro de contos que livremente descreve do que se trata o capítulo e em qual dos personagens ele se concentra.
No desenrolar do jogo, é revelado que os pais de Jennifer morreram em um acidente quando ela ainda era criança. Ela foi levada ao orfanato, e fez amizade com uma garotinha chamada Wendy. As duas se tornaram muito próximas, e as meninas do orfanato as chamaram de Príncipe e Princesa de um jogo que elas brincavam. Jennifer encontrou um cachorro (ou em algumas teorias, um cachorro de pano) e ocultou-o no abrigo. Ela se tornou muito próxima do cachorro, e manteve distante dos outros órfãos para protegê-lo. Contudo, Wendy descobriu, e em um ataque de fúria, mata o cachorro. Brown é de fato uma encarnação do antigo cachorro de Jennifer, que Wendy matou. O orfanato no jogo também é revelada ser outra encarnação do passado de Jennifer. Depois que Wendy matou o cachorro, as duas brigaram e Wendy fugiu do orfanato durante um mês. Quando ela volta, ela traz consigo um homem amarrado a uma coleira, atraindo a atenção das crianças para fora, menos de Jennifer. O tal homem massacra as crianças e só os gritos são ouvidos até que de repente para, Jennifer então com medo e receosa vai ver o que aconteceu e encontra todos seus amigos incluindo Wendy e o tal homem mortos.

### Personagens
Apelidada de "Unlucky Girl" (Garota sem sorte), Jennifer é uma garota de dezenove anos que se encontra forçada a participar do jogo dos Aristocratas. Um cachorro que ela resgatou no dirigível de nome Brown; ajuda Jennifer a localizar itens e distrai os monstros que ela encontra.
Liderado pela "Princess of the Rose" (Princesa da Rosa), os Red Crayon Aristocrats servem como antagonistas do jogo. Diana, chamada de "The Strong-Willed Princess" (A Princesa Obstinada), é a princesa do rank mais alto das crianças e é cruel até com os outros membros da Aristocracia. Segunda no rank é Eleanor,  apelidada de "The Cold Princess" (A Princesa Fria), que é mostrada como distante e sem emoção e carrega constantemente consigo uma gaiola com um pássaro vermelho. Meg, apelidada "The Wise-Looking Princess" ( A Princesa de Aparência Sábia), é retratada como inteligente, mas inflexível; ela inventa os dispositivos usados para punir membros da hierarquia como a "Torture Chair" (Cadeira de Tortura) e o "Onion Bag" (Saco de Cebola), e mantém o terceiro lugar mais alto embaixo da Princess of the Rose. A mais baixa do ranking das crianças antes de Jennifer chegar é a "The Small-Hearted Princess" (A Princesa do Coração Pequeno), Amanda, que, enquanto inicialmente é grata a Jennifer por diminuir o tratamento ruim que ela recebe, começa a alimentar um ódio por Jennifer. A única Aristocrata que mostra gentileza por Jennifer é Wendy, "The Lonely Princess" (A Princesa Solitária). As outras crianças do orfanato incluem, "The Tearful Princess" (A Princesa Chorosa); Susan, "The Impetuous Princess" (A princesa Impetuosa); Nicholas, "The Sloppy Prince" (O Príncipe Desleixado); Xavier, "The Gluttonous Prince" (O Príncipe Glutão) que é frequentemente visto com Nicholas; e Thomas, "The Mischievous Prince" (O Príncipe Malicioso) que é obcecado por trens.
O  Rose Garden Orphanage é dirigido por sr. Hoffman, o Diretor, que muitas vezes é visto com Clara, "The Frightened Princess" (A Princesa Assustada), uma menina calma de dezesseis anos. Martha Carol serve de governanta e cozinheira no orfanato,lhe dando o apelido de  "The Queen of Cleaning" (A Rainha da Limpeza). Outro adulto no jogo é Gregory M. Wilson, um agricultor e pai adotivo de Jennifer, que é revelado para ser o Stray Dog (Cão Desgarrado).

## Temas
O tema maior no jogo é a diferença entre o modo de pensar das crianças e dos adultos e como as crianças podem tratar os adultos se lhe forem dados poder sobre eles. Os jogadores não podem fazer nada sobre seu personagem adulto ser mal-tratado pelas crianças.
os gráficos do jogo são fortemente estilizado, incorporando uma série de filtros visuais similares aos usados na série Silent Hill.

## Trilha sonora
A parte musical foi composta por Yutaka Minobe, quem também compôs a música de Skies of Arcadia e algumas canções da trilha sonora de Panzer Dragoon Orta. A trillha sonora inteira foi criada sem instrumentos eletrônicos - a maior parte da música foi produzida por músicos, o Hiroshi Murayama Trio, usando instrumentos de corda. Segundo os desenvolvedores do jogo, a música foi destinada para trazer um elemento humano à atmosfera do jogo. Um CD com trilha sonora promocional de 6 faixas foi produzido pela Atlus, que foi emitido a clientes de certos varejistas quando Rule of Rose foi pré-encomendado.
A canção tema de Rule of Rose, A Love Suicide foi feita pelo The Hiroshi Murayama Trio, com Hiroshi Murayama no piano e vocal da esposa de Hiroshi, Kaori Kondo.

## Controvérsia
Na E3 2006, a Atlus anunciou que estaria lançando Rule of Rose nos Estados Unidos, depois da decisão da Sony de passar para um lançamento nos Estados Unidos. Isto por motivo do tom erótico do jogo envolvendo as menores. As desenvolvedoras discordaram disto, dizendo que os temas sexuais são apenas uma pequena parte do jogo.
Rule of Rose levantou controvérsias na Polônia, onde o Ministério da Educação levantou questionamentos acerca da apropriação do jogo para menores (o jogo foi classificado 16+) por causa dos temas de violência infantil e sexualidade. O Ministério informou o escritório do promotor oficial sobre o possível crime.
O ministro da justiça da União Europeia, Franco Frattini atacou o jogo como contendo "crueldade obscena e brutalidade". Ele também pediu  modificações ao sistema de avaliação da PEGI  em toda Europa e para que os funcionários do governo se ocupassem em discussões com representantes das indústrias. Segundo o site de notícias, The Registero, Frattini recebeu uma carta de Viviane Reding, comissária da sociedade de informações e meios de comunicação, que criticou as ações de Frattini: "é ... muito infeliz que os meus serviços não foram pré-consultados antes de que a sua carta aos Ministros do Interior fosse entregue," Reding escreveu, lembrando-o da comissão apoiada do sistema de avaliações de regulação automática chamado PEGI que funciona através da UE desde 2003. O sistema PEGI de classificação, segundo a carta de Reding, oferece "escolha adulta informada" sem censurar o conteúdo. "Isto corresponde à visão da Comissão que as medidas tomadas para proteger menores e a dignidade humana devem ser cuidadosamente equilibradas com o direito fundamental à liberdade de expressão como estabelecido na Carta no Direitos Fundamentais da União Europeia,".
No dia 7 de março de 2007, um grupo da MEP apresentou uma Moção para o Parlamento Europeu de uma proibição da venda e distribuição na Europa do jogo e a criação de um "Observatório Europeu na infância e menores".
A publicadora decidiu cancelar o lançamento do jogo no Reino Unido depois das reclamações por Frattini e outros funcionários da UE, e "largamente levando ao engano" o comentário da imprensa britânica. Ele será lançado no resto da Europa. As cópias de resenha do título já tinham sido enviadas à jornalistas britânicos quando isto foi anunciado. O corpo britânico que tinha concedido ao título a classificação 16+ da PEGI (o Conselho de Padrões de Vídeo) respondeu a comentários de Frattini e a imprensa:
Não faço ideia de onde a sugestão de sadomasoquismo no jogo veio, nem de crianças que são enterradas no subterrâneo. Essas são coisas que foram completamente inventadas. [...] Não estamos preocupados sobre a nossa integridade que é posta em dúvida, porque as citações do sr. Frattini são absurdas.
Em novembro de 2006, a distribuidora neo-zelandesa e australiana da 505 Games, Red Ant Enterprise, confirmou que o jogo tinha sido cancelado em ambos os territórios. A Red Ant afirmou que o jogo não tinha sido submetido ao Office of Film and Literature Classification para aprovação, sem a qual o jogo não pôde ser vendido na Austrália. Rule of Rose foi planejado para ser lançado na Australásia em fevereiro de 2007.

## Resposta crítica
A resposta crítica ao título foi morna, com algumas resenhas muito positivas e muito negativas. O jogo obteve um metascore da Metacritic de 59/100 e uma proporção da média da Game Rankings, 61 %. Concorda-se geralmente que o título tem uma trama interessante, com The AV Club observando que "além de algumas mesuras profundas e um traje de estilo Gothic Lolita desbloqueável, os personagens são mais sinistros do que sexualizados". Contudo a jogabilidade é largamente batida como desgracioso, arcaico, e não recompensa. A imprensa ficou geralmente dividida sobre quanto a jogabilidade diminui a capacidade de alguém gostar da própria história. A revista Edge não achou e nem a jogabilidade apelativas: "é somente uma trama sombria sem sentido, exploradora que enche um jogo vazio, e ele deixa um gosto amargo". A Acegamez, por outro lado, não só admirou a conspiração do jogo mas também achou o jogo apelativo se devagar, "uma maravilhosa história psicológica que o levará em em sua narrativa grotescamente inelutável, apresentação atmosférica e jogabilidade à base de história pensativa".